# Gubernator
Treść tego artykułu od 2015-06 należy opracować w taki sposób, aby nie uwypuklała nadmiernie polskiej specyfiki / aby nie zawężała się tylko do polskich warunków
Dokładniejsze informacje o tym, co należy poprawić, być może znajdują się w dyskusji tego artykułu.
 Po wyeliminowaniu niedoskonałości należy usunąć szablon {{Dopracować}} z tego artykułu.
Gubernator (łac. „sternik, kierownik, rządca” od gubernare „sterować, kierować, rządzić” z gr. kybernán „sterować, kontrolować”) – tytuł wysokich urzędników w niektórych państwach.

## Charakterystyka
Gubernator  jest urzędem, należącym do najwyższych w danym państwie, odpowiadającym rangą głowie państwa albo rządowi państwa, w imieniu którego działa, posiadającym władzę wykonawczą cywilną lub wojskową, albo obie jednocześnie. Występuje zazwyczaj w państwie o charakterze federalnym, w prowincji państwa albo w kolonii.
W państwie federalnym gubernator rządzi, w imieniu władzy centralnej, jeżeli jest mianowany (np. Rosja), albo w sposób autonomiczny, jeżeli jest wybierany (np. USA). W koloniach, rządzi w imieniu państwa będącego metropolią. Odległość powoduje, że przyznawane są mu wtedy bardzo szerokie prerogatywy.
Dawniej tytuł ten był również nadawany przedstawicielom kompanii handlowych, które posiadały pełnomocnictwa potwierdzone dokumentem wystawionym przez państwo i kontrolowały z tego tytułu obszary zamorskie, jak to było w przypadku kompanii wschodnioindyjskich.
Wojskowa władza wykonawcza była powierzana osobie, która dowodziła twierdzą, zamkiem, cytadelą, fortecą, albo okręgiem wojskowym. Stąd często urząd ten nazywany był generał-gubernatorem, ze względu na fakt, że najczęściej oficer w tym stopniu pełnił ten urząd. Tytuł gubernatora bywa współcześnie przyznawany osobie kierującej wielką korporacją albo bankiem, nierzadko kontrolowanym przez państwo albo organizację międzynarodową. W krajach anglosaskich tytuł ten nadawany bywa dyrektorowi szkoły.
W dawnej Polsce mianem tym określano rządcę wielkich majątków ziemskich.

## Historia

### Korona Królestwa Polskiego i I Rzeczpospolita
W Polsce w okresie XIV-XVIII w. uprawnienia odpowiadające stanowisku gubernatora posiadał starosta generalny, zastępujący króla na danym obszarze i dysponujący szerokimi kompetencjami w zakresie władzy prawodawczej, wykonawczej i sądowniczej.
Instytucja gubernatora, jako przedstawiciela władzy cywilnej lub wojskowej, albo obu jednocześnie, pojawiła się w Polsce dopiero w początkach XIX w.

### Księstwo Warszawskie
Po wkroczeniu na ziemie polskie wojsk napoleońskich jesienią 1806 r. zaczęto stosować francuskie prawo wojenne, przewidujące ustanawianie w twierdzach lub w miastach o strategicznym znaczeniu komendantów placu, posiadających szeroką władzę wojskową. Z chwilą powstania zagrożenia wojennego (wojna, oblężenie) otrzymywali nieograniczone zwierzchnictwo nad władzami cywilnymi i wojskowymi na podległym sobie terenie z tytułem gubernatora. Początkowo funkcje te pełnili oficerowie francuscy. Ale już 30 sierpnia 1808 r. komendantem twierdzy w Toruniu został mianowany gen. Stanisław Woyczyński, który w grudniu tego roku został gubernatorem Torunia i departamentu bydgoskiego. Polscy gubernatorzy, mianowani przez polskie władze pojawiają się w 1809 r. w okresie wojny polsko-austriackiej. Powołano wówczas gubernatora m. st. Warszawy. Odrębnego gubernatora miały Praga i twierdze w Modlinie, Serocku, Zamościu i Toruniu. W okresie drugiej wojny polskiej (1812–1813) mianowano gubernatora w Warszawie z kompetencjami na cały obszar Księstwa. Został nim gen. dyw. Adriena Jean-Baptiste Amable Ramond du Bosc, hrabia du Taillis. Podobnie było na Litwie, gdzie gubernatorem Wilna został gen. bryg. Antoine Henri Jomini. Uprawnienia gubernatora regulowało początkowo Prawo tyczące się zachowania, podziału miejscowości warownych i posterunków wojskowych, policji fortyfikacji, itd. z 10 lipca 1791 r., a później napoleoński dekret imperialny dotyczący  organizacji i służby sztabów miejscowości z 24 grudnia 1811 r.

### Królestwo Polskie
Władze polskie ponownie wróciły do urzędu gubernatora w okresie wojny polsko-rosyjskiej 1830–1831 (powstanie listopadowe). Ustanowiono ich w Warszawie i w głównych twierdzach Modlinie i Zamościu. Odrębnego gubernatora miała prawobrzeżna Praga. Znane są szczegółowo kompetencje gubernatora warszawskiego. Określone zostały w postanowieniu Rządu Narodowego z 20 lutego 1831 r. Uzyskał pełnię władzy wykonawczej w mieście. Podlegały jego rozkazom władze wojskowe, cywilne oraz ludność cywilna. Miał czuwać, aby przestępcy zagrażający bezpieczeństwu kraju albo bezpieczeństwu osób i mienia, a także spokojowi publicznemu nie mieli schronienia w stolicy. Uzyskał w tym celu prawo wydawania wszelkich rozkazów i zarządzeń zapobiegających przestępstwom wszelkiego rodzaju. Do obowiązków gubernatora należało czuwanie, aby bez zezwolenia właściwych władz nikt ani nie burzył ani nie budował domów, składów żywności, składów drewna, mostów, okopów i t.p. Gubernator mógł usunąć z miasta osoby podejrzane, mógł zatrzymać rzemieślników potrzebnych do obrony lub takich mógł sprowadzić, podobnie jeśli chodzi o zboże, bydło i inne materiały potrzebne dla utrzymania garnizonu lub ludności. Ponadto mógł wewnątrz murów miejskich usuwać wszelkie przeszkody utrudniające obronę, podobnie poza murami mógł usuwać wszystko co ułatwiałoby nieprzyjacielowi podejście do miasta, albo stanowiło osłonę przed atakami obrońców. Obowiązkiem gubernatora było zadbanie, wespół z Komisją Rządową Wojny, o odpowiedni garnizon wojska i należyte wyposażenie go w broń i amunicję.  Działania te mógł wykonywać na rozkaz wodza naczelnego, Komisji Rządowej Wojny lub generała będącego naczelnie dowodzącym. Bez takiego rozkazu gubernator mógł przedsięwziąć niezbędne kroki, gdy tylko stwierdził zbliżanie się wojsk nieprzyjacielskich.

### II Rzeczpospolita
W okresie wojny polsko-bolszewickiej, po załamaniu się wiosennej ofensywy polskiej i gwałtownym cofaniu się oddziałów polskich, nastąpił rozkład morale nie tylko w wojsku, ale także wśród urzędników cywilnych. Wydawano chaotyczne decyzje, porzucano samowolnie urzędy, zarządzając bez uzgodnienia z rządem ewakuację poszczególnych obszarów. Na posiedzeniu Rady Obrony Państwa w dniu 20 lipca 1920 r. omawiano sprawę przekazania cywilnej władzy administracyjnej władzom wojskowym. Na tym samym posiedzeniu uchwalono rozporządzenie upoważniające ministra spraw wewnętrznych do częściowego przekazania władzy wykonawczej władzom wojskowym. W dniu 31 lipca 1920 r. ministrowie spraw wewnętrznych i spraw wojskowych wydali wspólne rozporządzenie przewidujące mianowanie na zagrożonych działaniami wojennymi obszarach gubernatorów wojskowych. 6 sierpnia ROP uchwaliła rozporządzenie o stanie oblężenia. W dniu 29 lipca specjalnym rozkazem minister spraw wojskowych mianował gen. dyw. Franciszka Latinika wojskowym gubernatorem Warszawy. Gubernatorowi przyznane zostało prawo: wysiedlania ludności z miejsc zamieszkania, jeśli byłoby to uzasadnione względami obrony, wysiedlania pojedynczych jednostek z tych samych powodów, niszczenia i usuwania wszystkich rzeczy mogących utrudniać przeprowadzania operacji wojskowych bądź ułatwiać zadanie nieprzyjacielowi, wydawania zarządzeń pozwalających kontrolować działalność stowarzyszeń i zgromadzeń, zawieszania działalności stowarzyszeń utrudniających pośrednio lub bezpośrednio działania wojskowe, kontrolowania, zamykania, sekwestru lub ustanowienia zarządu przymusowego w przedsiębiorstwach handlowych i przemysłowych, jeśli okazałoby się, że ich działalność może mieć pośrednie lub bezpośrednie znaczenie dla celów obronnych albo być dla nich szkodliwa, wydawania postanowień aprowizacyjnych dla wojska i ludności cywilnej. Niewykonanie zarządzeń gubernatora zagrożone było karą do roku więzienia lub grzywną w wysokości 500 000 marek polskich, albo obiema karami łącznie.

## Polscy gubernatorzy i komendanci miast

### Księstwo Warszawskie
Komendanci m. st. Warszawy
1. płk Target (? – 02.09.1808)
2. płk Louis Saunier (02.09.1808 – 23.04.1809)
3. płk Józef Hornowski (03.06.1809 – 04.06.1809, 14.06.1809 – 06.07.1809)

Komendanci twierdzy Modlin
1. płk Cyprian Godebski (? – 12.04.1809)
2. gen. bryg. Michał Piotrowski (12.04.1809 – 16.04.1810)
3. gen. bryg. Stanisław Mojaczewski (16.04.1810 – 22.06.1812)
4. gen. Herman Willem Daendels (22.06.1812 – 25.12.1813)

Komendanci twierdzy Serock
1. gen. bryg. Józef Niemojewski (?.04.1809 – ?. 06.1809)
2. płk Neyman (?.06.1809 – 16.04.1810)
3. płk Hilary Krasiński (16.04.1810 – ?)

Komendanci twierdzy Zamość
1. gen. bryg. Maurycy Hauke (20.05.1809 – 03.02.1813)

Gubernatorzy m. st. Warszawy
1. gen. dyw. Antoni Amilkar Kosiński (04.06.1809 – 14.06.1809)
2. gen. dyw. Henryk Kamieniecki (06.07.1809 – ?.10.1809)

Gubernatorzy twierdzy Praga (wcześniej komendant twierdzy)
1. płk Józef Hornowski (?.03.1809 – 16.04.1810)

Gubernatorzy twierdzy Toruń (wcześniej komendant twierdzy)
1. gen. dyw. Stanisław Woyczyński (12.09.1808 – 22.06.1812)

Gubernatorzy twierdzy Zamość
1. gen. dyw. Maurycy Hauke (03.02.1813 – 25.11.1813)

### Królestwo Polskie: wojna polsko-rosyjska 1830–1831
Komendanci m. st. Warszawy
1. gen. bryg. Jan Kanty Julian Sierawski (30.11.1830 – 04.12.1830)

Gubernatorzy m. st. Warszawy
1. gen. dyw. Piotr Szembek (04.12.1830 – 19.12.1830)
2. gen. dyw. Stanisław Woyczyński (19.12.1830 – 02.03.1831)
3. gen. broni Jan Stefan Krukowiecki (02.03.1831 – 30.05.1831)
4. gen. bryg. Andrzej Ruttié (14.06.1831 – 06.08.1831) (zastępca gubernatora)
5. gen. dyw. Henryk Dembiński (07.08.1831 – 13.08.1831)
6. gen. bryg. Emilian Węgierski (13.08.1831 – 15.08.1831) (zastępca gubernatora)
7. gen. broni Jan Stefan Krukowiecki (15/16.08.1831 – 18.08.1831)
8. gen. dyw. Wojciech Chrzanowski (18.08.1831 – 06.09.1831)
9. gen. bryg. Wacław Sierakowski (06.09.1831 – 08.09.1831)

Wicegubernatorzy m. st. Warszawy
1. gen. bryg. Ksawery Franciszek Niesiołowski-Korzbok (19.12.1830 – 02.03.1831)
2. płk Ludwik Kamieński (02.03.1831 – 08.09.1831)

Gubernatorzy twierdzy Praga
1. gen. bryg. Walenty Andrychiewicz (?.02.1831 – ?.03.1831)
2. płk Franciszek Koss (?.03.1831 – 22.07.1831)
3. gen. bryg. Kazimierz Dziekoński (22.07.1831 – 08.09.1831)

Gubernatorzy twierdzy Modlin (wcześniej komendant twierdzy)
1. gen. bryg. Ignacy Hilary Ledóchowski (07.02.1831 – 09.10.1831)

Gubernatorzy twierdzy Zamość (wcześniej komendant twierdzy)
1. gen. bryg. Jan Kanty Julian Sierawski (04.12.1830 – 07.02.1830)
2. gen. bryg. Jan Krysiński (07.02.1831 – 21.11.1831)

### II Rzeczpospolita: wojna polsko-bolszewicka 1919–1920
Wojskowy Gubernator Warszawy
1. gen. dyw. Franciszek Latinik (05.08.1920 – 08.09.1920)

### Okupacja niemiecka i austriacka (I wojna światowa)
Podczas okupacji Królestwa Kongresowego w l. 1914–1918 przez Niemcy i Austro-Węgry zostały utworzone jednostki administracyjne:
- Generalne Gubernatorstwo Warszawskie – niemiecka administracja północnej części Królestwa, generalnym gubernatorem był gen. Hans Hartwig von Beseler
- Generalne Gubernatorstwo Lubelskie – administracja austro-węgierska w części południowej (siedziba: Lublin), generalnymi gubernatorami byli:
  - gen. mjr. Erich von Diller (17 sierpnia 1915 – maj 1916)
  - gen. artylerii Karl Kuk (maj 1916 – kwiecień 1917)
  - gen. mjr. Stanisław Szeptycki (26 kwietnia 1917 – 19 lutego 1918)
  - gen. piechoty Anton Lipoščak (marzec 1918 – listopad 1918)

### Okupacja niemiecka (II wojna światowa)
W październiku 1939 hitlerowskie Niemcy na okupowanych obszarach Polski utworzyły
Generalne Gubernatorstwo okupowanych polskich obszarów. Gubernatorem został mianowany przez Adolfa Hitlera Hans Frank, który pełnił tę funkcję do końca – czyli do stycznia 1945 (choć mienił się Gubernatorem do kapitulacji Rzeszy w maju 1945).

## Inne państwa
Obecnie urząd gubernatora, sprawującego swą funkcję w imieniu głowy państwa istnieje w następujących państwach:
Państwa Commonwealth realm
W każdym z tych państw – z wyjątkiem Wielkiej Brytanii – króla Karola III  reprezentuje Gubernator generalny, który wykonuje jego obowiązki jako głowy państwa.
- Antigua i Barbuda – Rodney Williams
- Australia – Peter Cosgrove
- Bahamy – Cornelius A. Smith
- Belize – Froyla Tzalam
- Grenada – Cécile La Grenade
- Jamajka – Patrick Allen
- Kanada – Mary Simon
- Nowa Zelandia – Cindy Kiro
- Papua-Nowa Gwinea – Bob Dadae
- Saint Kitts i Nevis – Samuel Weymouth Tapley Seaton
- Saint Lucia – Errol Charles
- Saint Vincent i Grenadyny – Susan Dougan
- Tuvalu – Tofiga Vaevalu Falani
- Wyspy Salomona – David Vunagi

Państwa stowarzyszone z Nową Zelandią:
- Niue – reprezentantem króla jest Wysoki komisarz, obecnie Ross Ardern
- Wyspy Cooka – króla reprezentuje Przedstawiciel Króla, obecnie Tom Marsters

Dependencje korony brytyjskiej – reprezentantem królowej w Guernsey, Jersey i na Wyspie Man jest Gubernator porucznik:
- Guernsey[3] – Richard McMahon
- Jersey[4] – Timothy Le Cocq
- Wyspa Man – John Lorimer

 Andora
Funkcję głowy państwa pełnią dwaj współksiążęta: francuski (świecki) – prezydent Francji, obecnie Emmanuel Macron i episkopalny – biskup Seo de Urgel (Hiszpania), aktualnie Joan Enric Vives Sicília.

Współksiążęta są reprezentowani przez przedstawicieli, którzy rezydują na stałe w Andorze. Przedstawicielem współksięcia francuskiego jest Sylvie Hubac, zaś współksięcia episkopalnego – Josep Maria Mauri.
 Watykan
Głową państwa Watykańskiego jest papież jako Suweren Państwa Watykańskiego – od maja 2025 Leon XIV,
W imieniu Papieża Państwem Watykańskim zarządza Prezydent Gubernatoratu – obecnie Raffaella Petrini.
 Stany Zjednoczone
W Stanach Zjednoczonych gubernator (ang. Governor) oznacza zwierzchnika administracji stanu albo wyspy. Uprawnienia określa konstytucja danego stanu. Gubernatorzy nie podlegają urzędom federalnym poza sprawami wyszczególnionymi w Konstytucji federalnej. Stanowisko jest obieralne. Blisko trzy czwarte stanów (36) wybiera gubernatora w środku czteroletniej kadencji prezydenta USA. Jedenaście stanów ma wybory gubernatorskie w tym samym roku, jak prezydent, pozostałe pięć stanów w latach sąsiadujących z wyborami prezydenckimi.
Przed otrzymaniem statusu stanu liczne dzisiejsze stany bywały zorganizowanymi terytoriami, czyli zalążkami stanów, ale bez konstytucji stanowej i typowej dla stanu autonomii. Wiele kwestii nadzorowanych było przez rząd federalny. Gubernatorów mianował prezydent i zatwierdzał Senat Stanów Zjednoczonych. Jeśli liczba mieszkańców wzrosła, stawały się stanami, otrzymywały autonomię i prawo do powoływania swoich gubernatorów w wyborach.
Państwa stowarzyszone z USA
Uznają za głowę państwa prezydenta USA – obecnie Donalda Trumpa – którego uprawnienia wykonują gubernatorzy:
- Mariany Północne – Arnold Palacios
- Portoryko – Pedro Pierluisi.